# Chattar, Lingsugur
Chattar là một làng thuộc tehsil Lingsugur, huyện Raichur, bang Karnataka, Ấn Độ.